# Emma Gustavsson
Emma Gustavsson, född 29 september 1992, är en fotbollsspelare (målvakt) från Sverige som spelar i Piteå IF sedan säsongen 2008.